# San Juan de Girón
San Juan de Girón, besser bekannt als Girón, ist eine Gemeinde (municipio) im Departamento Santander in Kolumbien.
Girón grenzt direkt südwestlich an Bucaramanga und ist Teil der Metropolregion Bucaramanga. Girón ist bekannt für seine koloniale Architektur im Stadtzentrum.

## Geographie
Girón liegt in der Provinz Soto im Norden von Santander auf einer Höhe von 777 m ü. NN und hat eine Jahresdurchschnittstemperatur von etwa 24 °C. Die Gemeinde grenzt im Osten an Bucaramanga, Floridablanca und Piedecuesta, im Westen an Betulia, im Norden an Sabana de Torres und Lebrija und im Süden an Los Santos und Zapatoca.
Durch die Gemeinde fließt der Fluss Río de Oro.

## Bevölkerung
Die Gemeinde Girón hat 200.733 Einwohner, von denen 180.644 im städtischen Teil der Gemeinde (cabecera municipal) leben. In der Metropolregion leben 1.160.243 Menschen (Stand: 2019).

## Geschichte
Girón wurde 1631 von Francisco Mantilla de los Ríos gegründet. Seit 1638 befindet sich die Stadt an der heutigen Stelle. Am Ende des 17. Jahrhunderts war Girón neben Bucaramanga die einzige Stadt der damaligen Provinz und lange Zeit die Hauptstadt. Mit der Gründung des Staates Santander 1857 wurde Girón zur Gemeinde. Die heute noch erhaltene Architektur des Zentrums der Stadt stammt aus dem 17. Jahrhundert.

## Wirtschaft
Der wichtigste Wirtschaftszweig von Girón ist die Landwirtschaft im ruralen Teil der Gemeinde. Insbesondere werden Obst und Tabak angebaut.

## Einzelnachweise

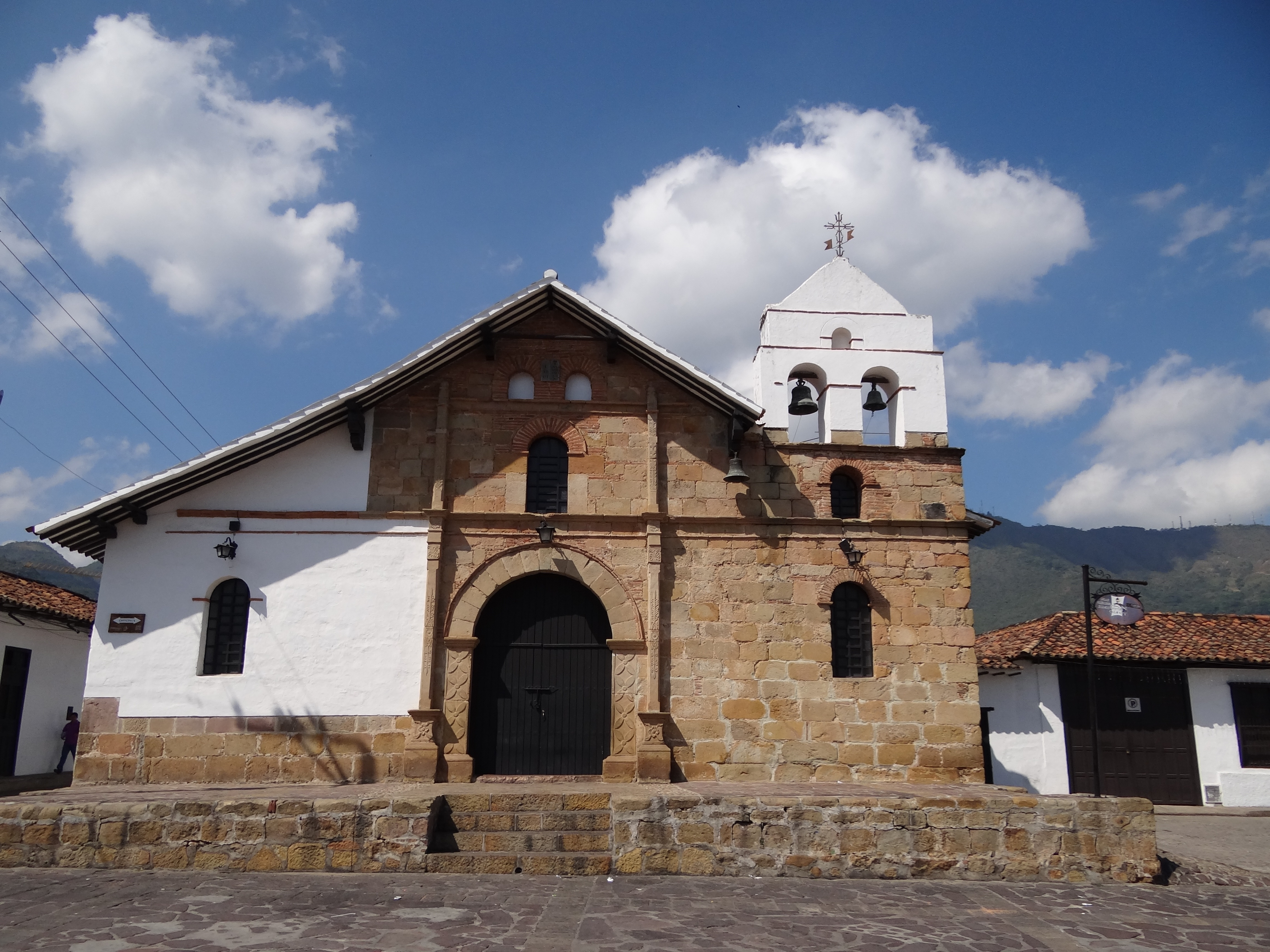
Kapelle Las Nieves
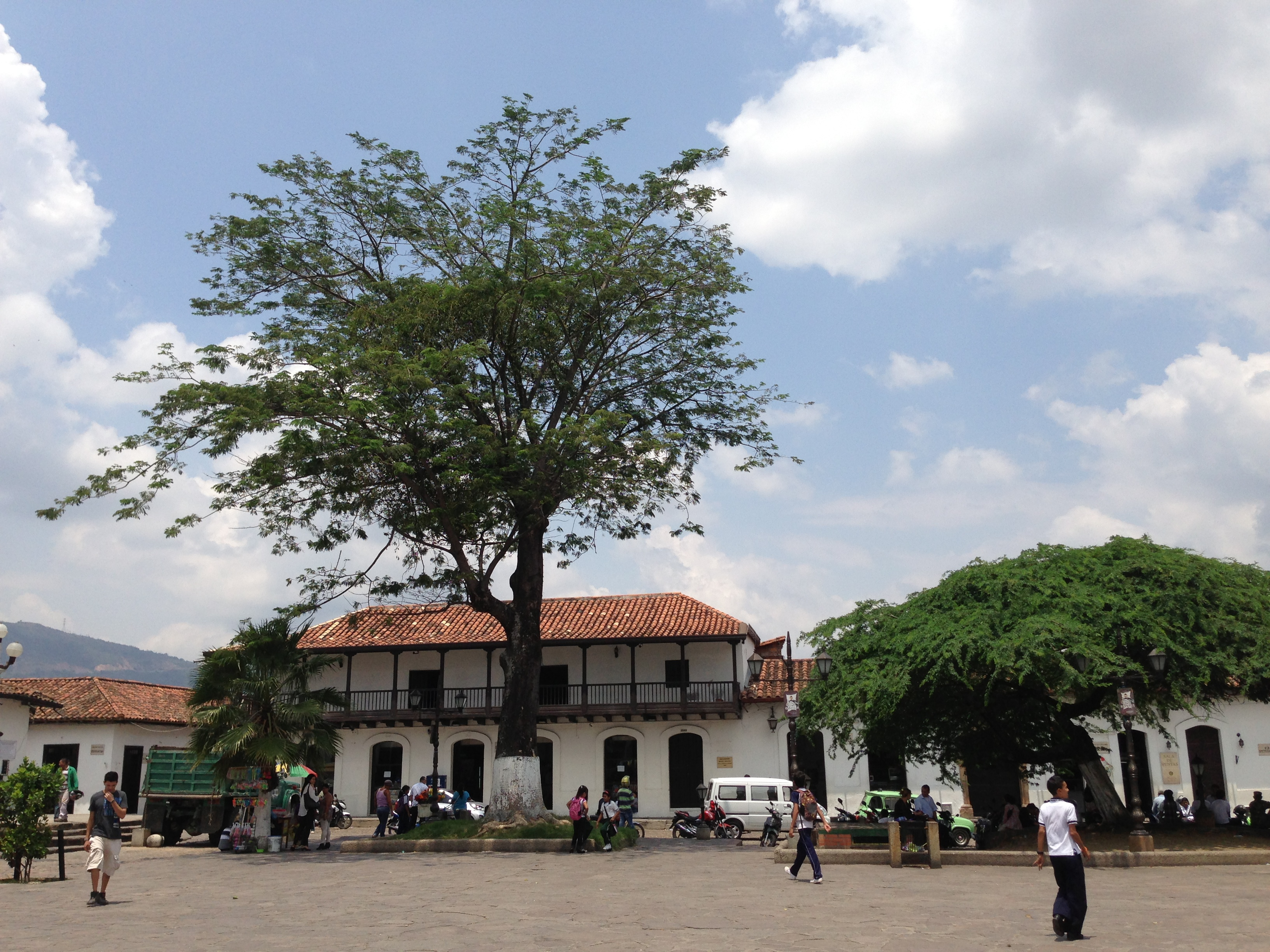
Altstadt von Girón